# Enoplotrupes birmanicus
Enoplotrupes birmanicus är en skalbaggsart som beskrevs av Raffaello Gestro 1888. Enoplotrupes birmanicus ingår i släktet Enoplotrupes och familjen tordyvlar. Inga underarter finns listade i Catalogue of Life.